# Arlington County
Arlington County är ett county i Virginia, USA. Den administrativa huvudorten (county seat) är Arlington. Countyt ligger på den västra sidan av Potomacfloden, med Washington, D.C. på den östra sidan. Arlington County utgör funktionellt, men inte administrativt, en del av Washingtons storstadsområde. Det finns inga kommunala enheter under countynivån, men United States Census Bureau betraktar hela countyt som en stad, Arlington.
Arlington County, som är ett av USA:s till ytan minsta counties, utgörs till större delen av stadsbebyggt område. Här ligger bland annat Pentagon som är säte för USA:s försvarsdepartement och Arlingtonkyrkogården.

## Bakgrund
Tillsammans med en del av staden Alexandria, belägen söder om countyt, är nuvarande området som utgör Arlington County en del av det område från Virginia som år 1790 avskildes från delstaten för att tillsammans med en del av Maryland på östra sidan om Potomacfloden bilda District of Columbia, det federala distrikt i vilket USA:s nya huvudstad skulle uppföras. Dessa var från 1801 del av Alexandria County. Efter påtryckningar från invånarna togs beslut i USA:s kongress och med underskrift av USA:s president James K. Polk stiftades en lag om att en avgörande folkomröstning skulle hållas i frågan. Invånarna i Alexandria röstade för återlämning med röstsiffrorna 734 mot 116 medan invånare i återstoden av Alexandria County röstade 29 mot 106. I mars 1847 beslutade Virginias generalförsamling att godta återlämnandet. 
Vid tiden för Amerikanska inbördeskriget ägdes Arlington House av Mary Anna Custis Lee, hustru till general Robert E. Lee som av lojalitet med Virginias utträde ur unionen valde att tjänstgöra i sydstatsarmén istället för unionsarmén. På grund av dess strategiska läge konfiskerades egendomen av USA:s federala statsmakt under inbördeskriget och användes i försvaret av huvudstaden. På egendomen uppfördes, bortsett från militära fortifikationer, en Freedman’s Village för frigivna slavar samt en militär begravningsplats som blev starten för Arlington National Cemetery.
1870 delades Alexandria County upp i staden och återstoden behöll namnet Alexandria County. 1920 byttes namnet till Arlington County. 1941 togs högkvartersbyggnaden Pentagon för USA:s krigsdepartement i drift, efter 1947 blev det högkvarter för USA:s försvarsdepartement.
Under 1900-talets senare hälft i takt med huvudstadens expansion växte flera tätbefolkade områden med skyskrapor fram i Crystal City, Pentagon City och Rosslyn, på grund av närheten till huvudstaden och de hårda byggnadsrestriktionerna som gäller innanför gränserna i District of Columbia. I Arlington County finns huvudkontoren för en mängd storföretag: AES Corporation, Arlington Asset Investment, Raytheon Technologies samt Amazons sekundära huvudkontor (Amazon HQ2).

## Bildgalleri

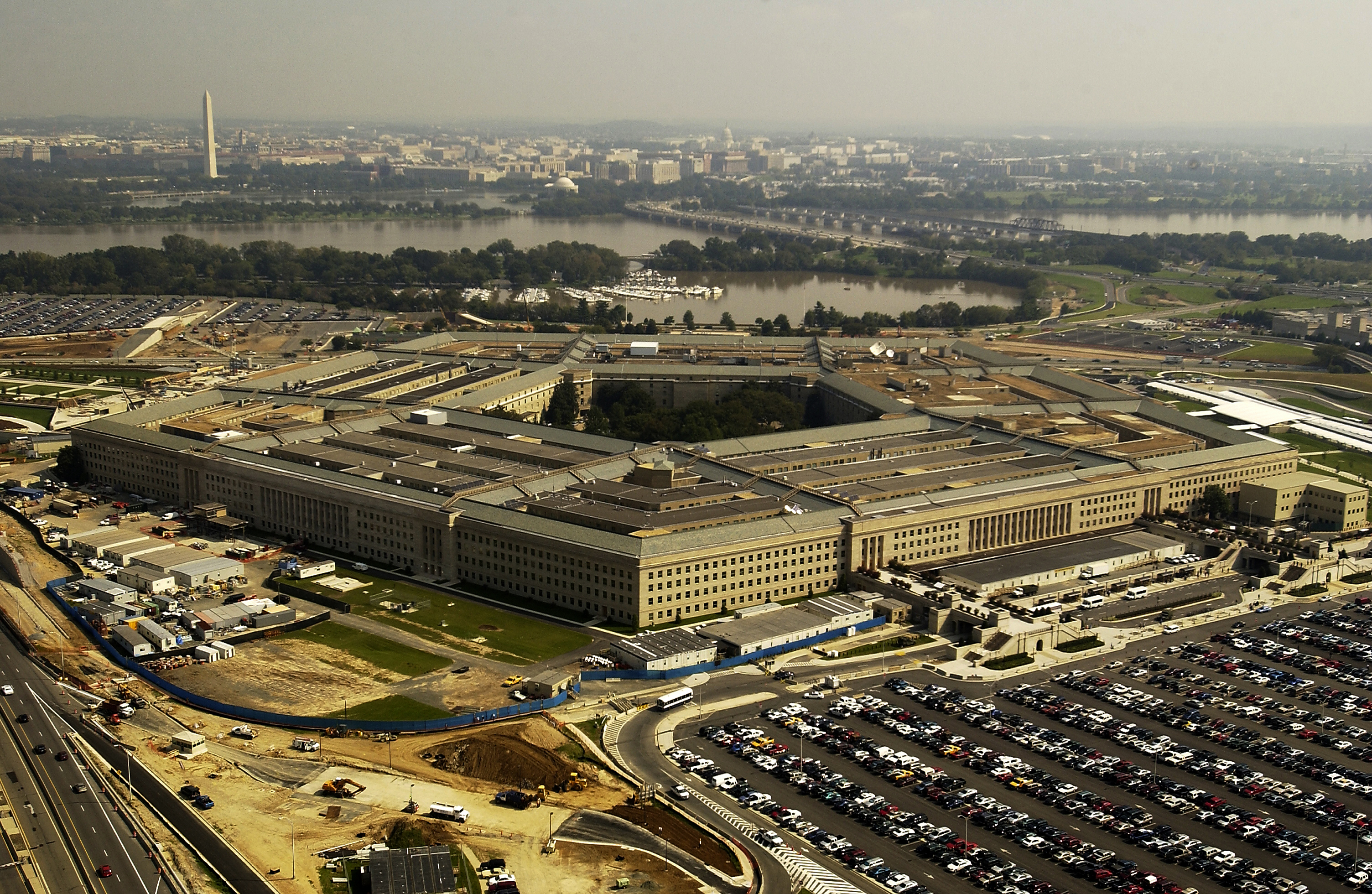
Pentagon
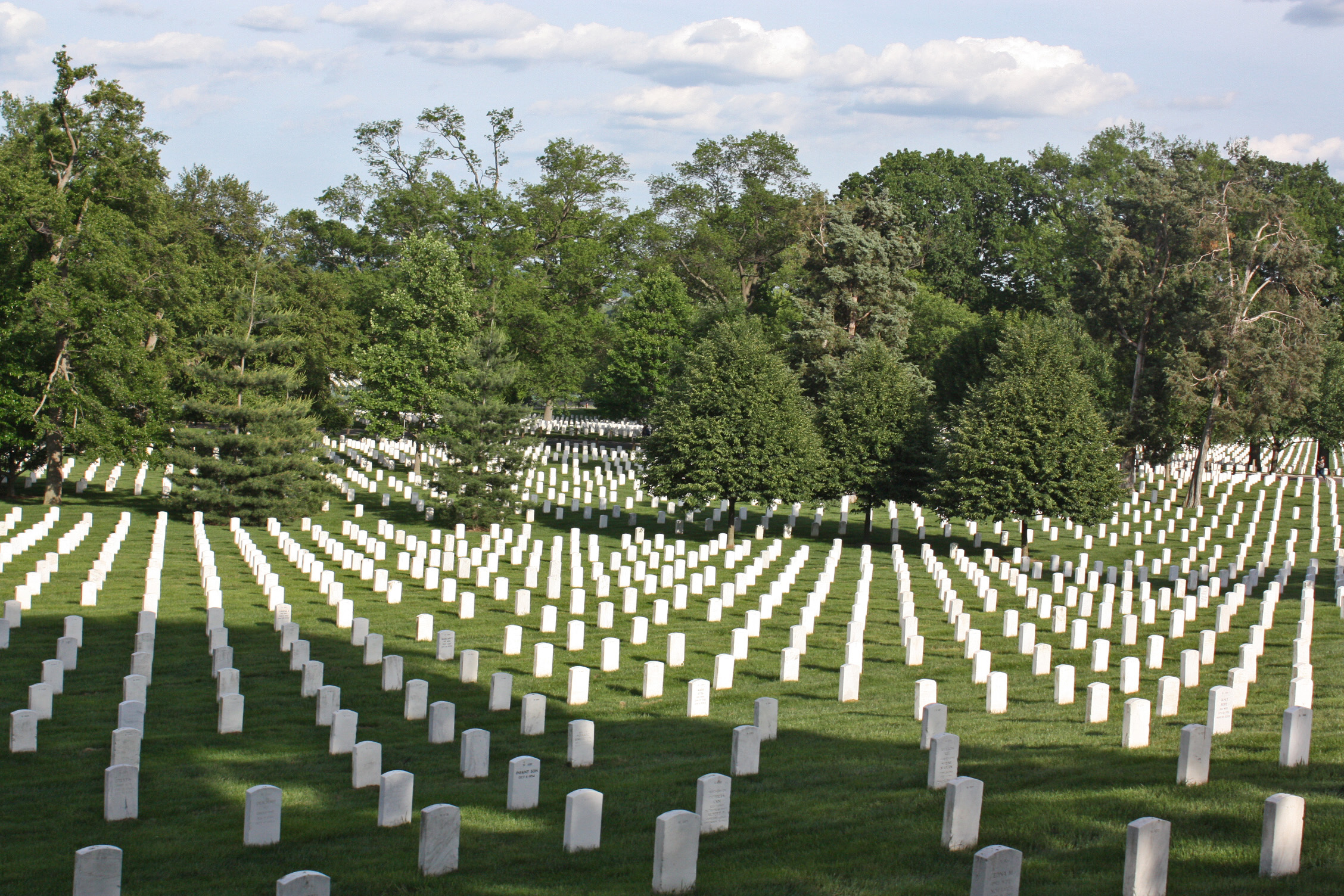
Arlingtonkyrkogården
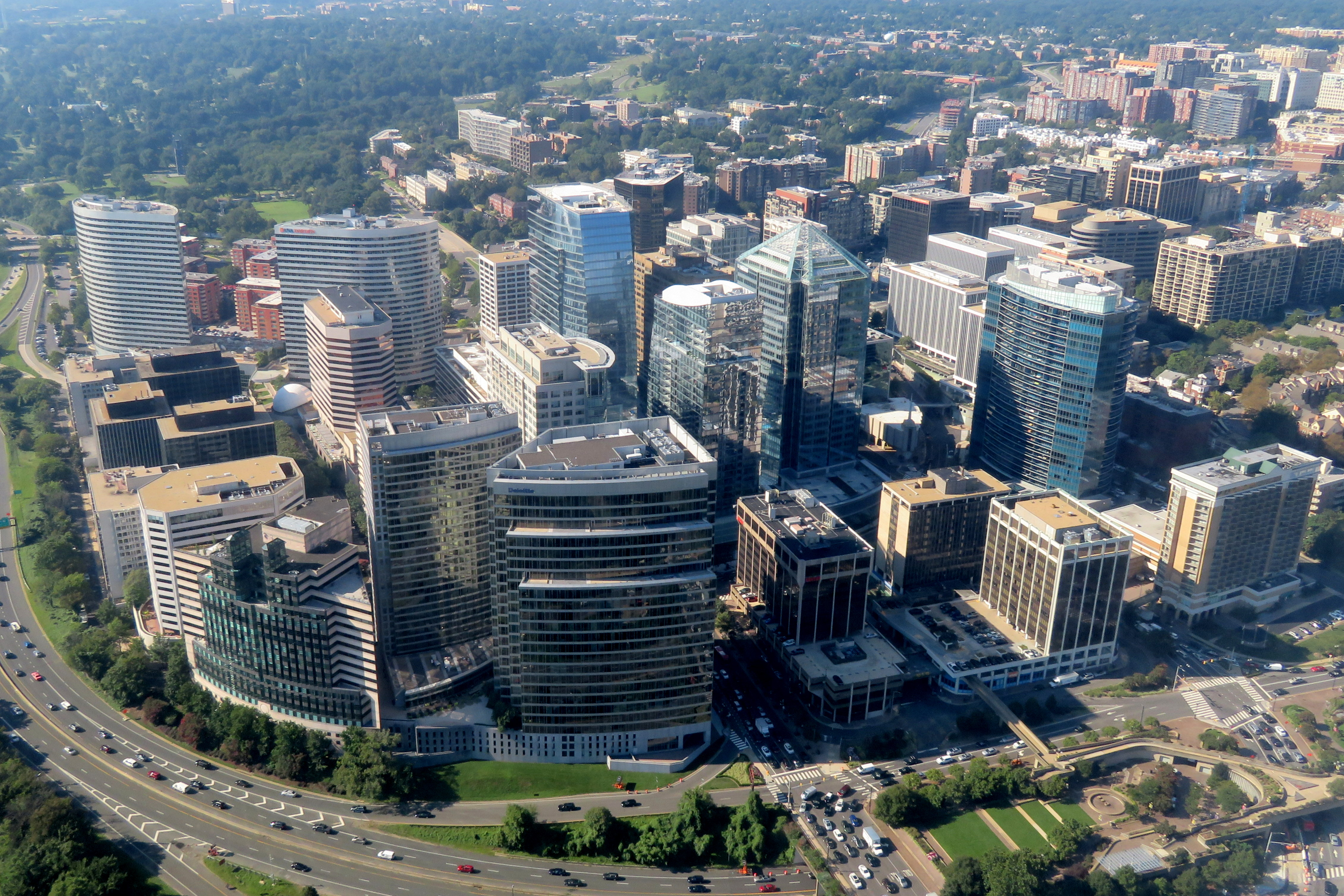
Stadsdelen Rosslyn
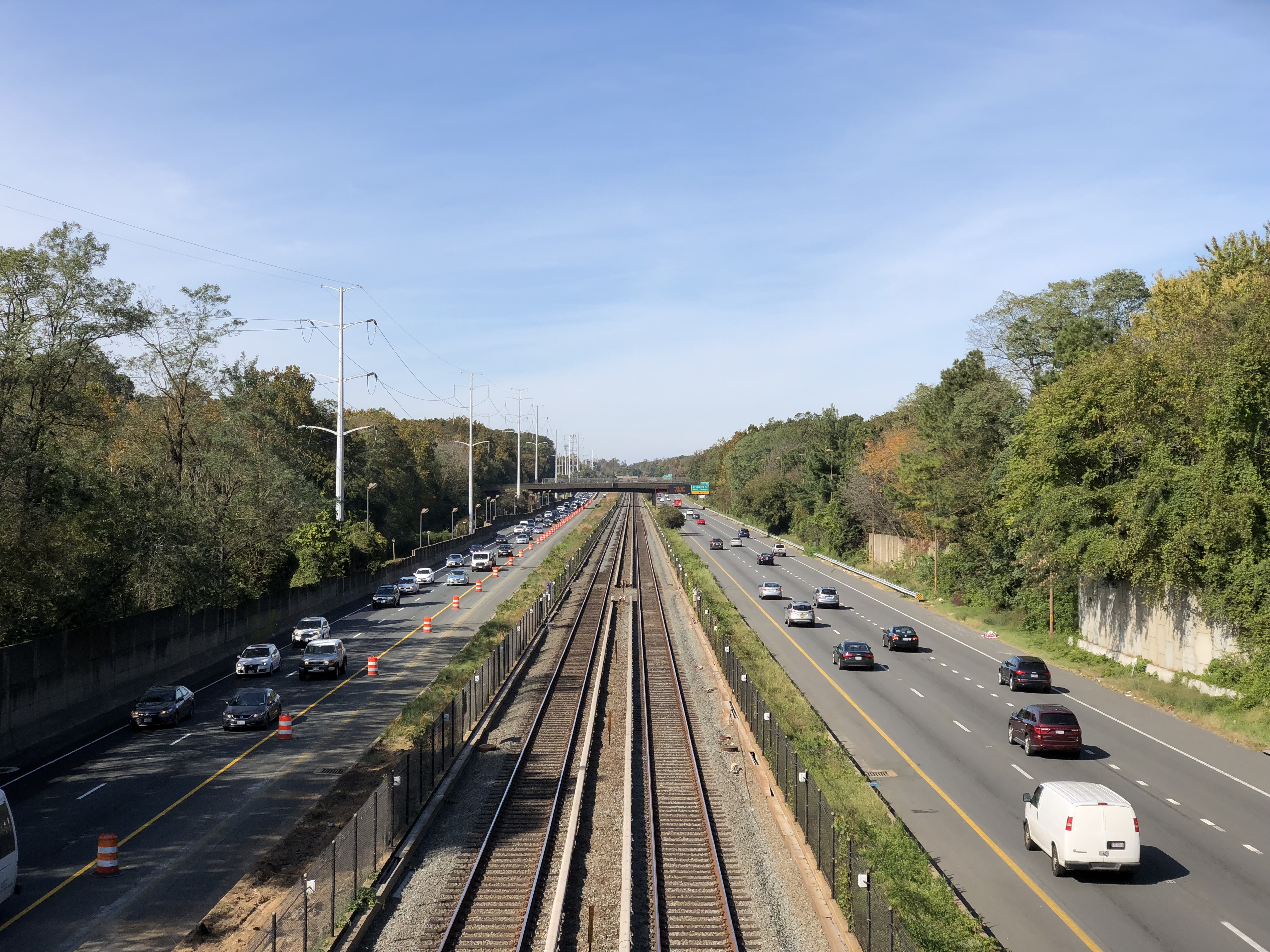
Sträcka av Interstate 66 med Washingtons tunnelbana i mitten